# ザ・プリンス さくらタワー東京
ザ・プリンス さくらタワー東京（ザ・プリンス さくらタワーとうきょう、英: The Prince Sakura Tower Tokyo）は、東京都港区高輪に所在するホテル。西武・プリンスホテルズワールドワイドが運営する「プリンスホテル」のひとつ。
マリオット・インターナショナルのブランド「オートグラフコレクション」にも加盟している。

## 概要
1998年10月2日に「高輪プリンスホテル さくらタワー」の名称で開業。「さくらタワー」の名称はホテル前のさくら坂に由来する。
高輪地区に存在する3つのホテル（グランドプリンスホテル高輪、グランドプリンスホテル新高輪、当ホテル）の中では最も新しく、かつ最高級クラスとして位置付けられている。3つのホテルは広大な日本庭園で結ばれている。
客室は標準クラスで46平米とプリンスホテルの中では広いつくりとなっている。
2007年4月1日にプリンスホテルのブランド再編により現名称に改称。プリンスホテルの中では最上級カテゴリーの「ザ・プリンス」の一つとなった。
2013年9月14日に訪日外国人の増加を視野に入れた大規模な改装を行いリニューアルオープン。客室・ロビーなどの内装を日本の「和」を現代的にアレンジし、伝統的技法である「編む」をモチーフとしたデザインに一新。レストランやスパの新設も行った。同時にマリオット・インターナショナルの独立系高級ホテルブランド「オートグラフコレクション」に日本のホテルでは初めて加盟した。
2021年11月1日には11階、14階にエグゼクティブフロアを新設し、1階にクラブラウンジも設けた。

## 施設
- 客室288室
11階と14階がエグゼクティブフロアに当たる。

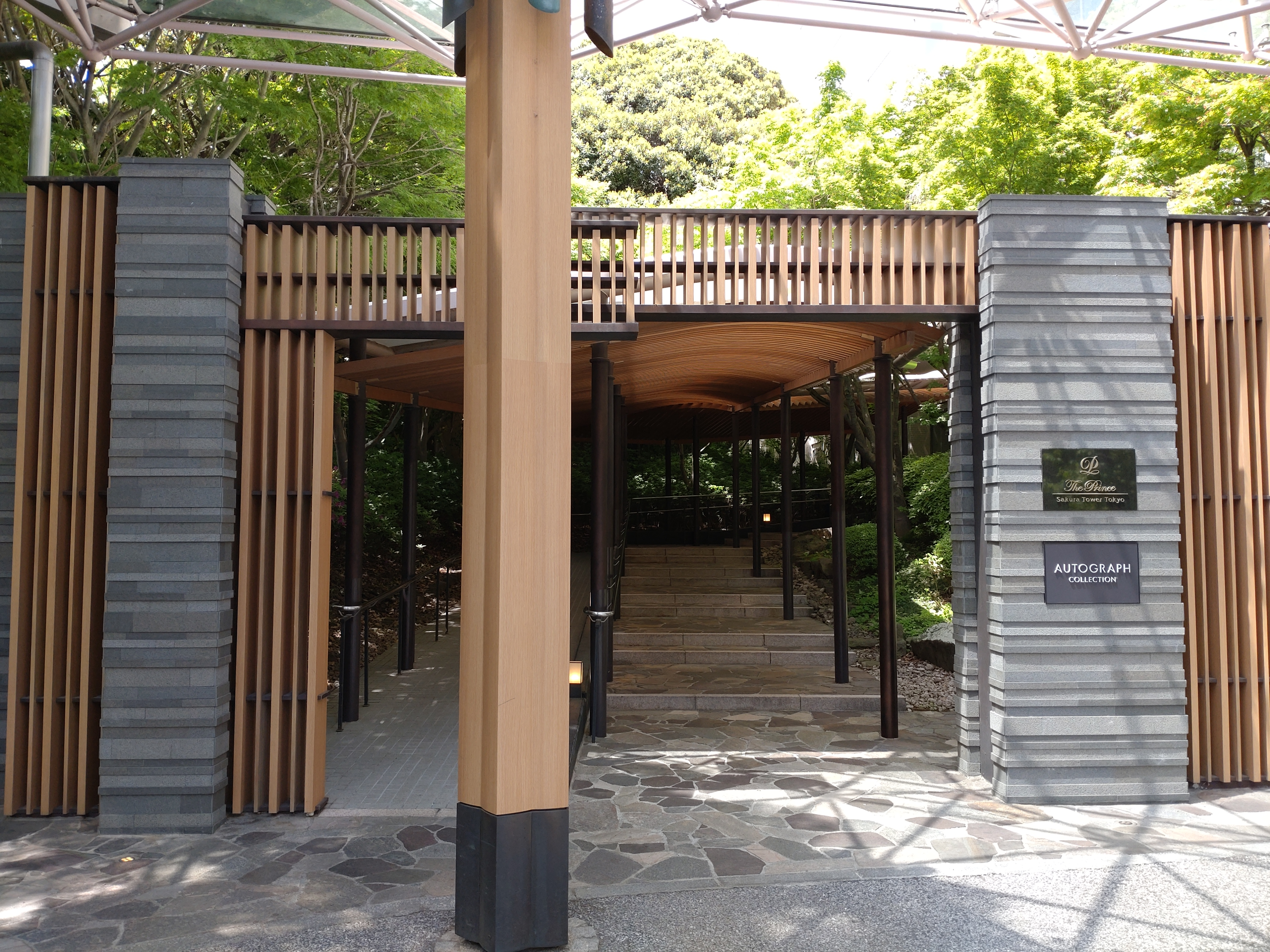
レストラン＆バー2
  - メインダイニング「リストランテ イル チリエージョ」
2013年9月14日に新設された1階のイタリアンオールデイダイニング。ロビーラウンジやバーも兼ねる。
  - 日本料理「なだ万 プライム」
3階の日本料理レストランは開業当初「高輪 七軒茶屋」[1]が営業していたが閉店し、後継テナントとして2016年6月23日に開業した。
- コンファレンスフロア
2階に所在する当ホテルの宴会場。370平米の中規模な部屋が2室設けられており、ぞれぞれ10分割可能。
- クラブラウンジ
エグゼクティブフロア宿泊者専用のラウンジ。1階に位置する。
- スパ＆フィットネスエリア
地下1階に所在。開業当初はカラオケ等が営業していたが、後にスパ＆フィットネスエリアとしてリニューアルされた。宿泊者はジムとブロアバス&サウナを無料で利用可能。グランドプリンスホテル高輪・グランドプリンスホテル新高輪の宿泊者も利用できる。
  - SPA THE SAKURA
2013年11月1日に新設。
  - スロースタイルジム
2006年7月に開業したフィットネスジム。24時間営業だが、高輪・新高輪の宿泊者は時間制限があり、かつ有料（高輪の別館「高輪 花香路」宿泊者は無料）。
  - ブロアバス&サウナ
上記のスパやジムとは異なり、開業当初より営業している。男女それぞれにブロアバス（ジャグジー）とドライサウナ・ミストサウナを完備。高輪・新高輪の宿泊者は一般客室が有料、クラブフロアと高輪 花香路の宿泊者は無料で利用できる。

- エントランス

## アクセス
- JR・京急品川駅から徒歩3分
- 東京都交通局（都営地下鉄）浅草線高輪台駅から徒歩5分
- 首都高速道路中央環状線五反田出入口から車で約8分
- 首都高速2号目黒線目黒出入口から車で約10分
- 首都高速道路都心環状線芝公園出入口から車で約12分
- 首都高速道路湾岸線大井出入口から車で約17分